# Aloe sladeniana
Aloe sladeniana är en grästrädsväxtart som beskrevs av Illtyd Buller Pole-Evans. Aloe sladeniana ingår i släktet Aloe och familjen grästrädsväxter. IUCN kategoriserar arten globalt som livskraftig.
Artens utbredningsområde är Namibia. Inga underarter finns listade i Catalogue of Life.